# Sensor de efecto Hall

Funcionamiento de un sensor de efecto Hall

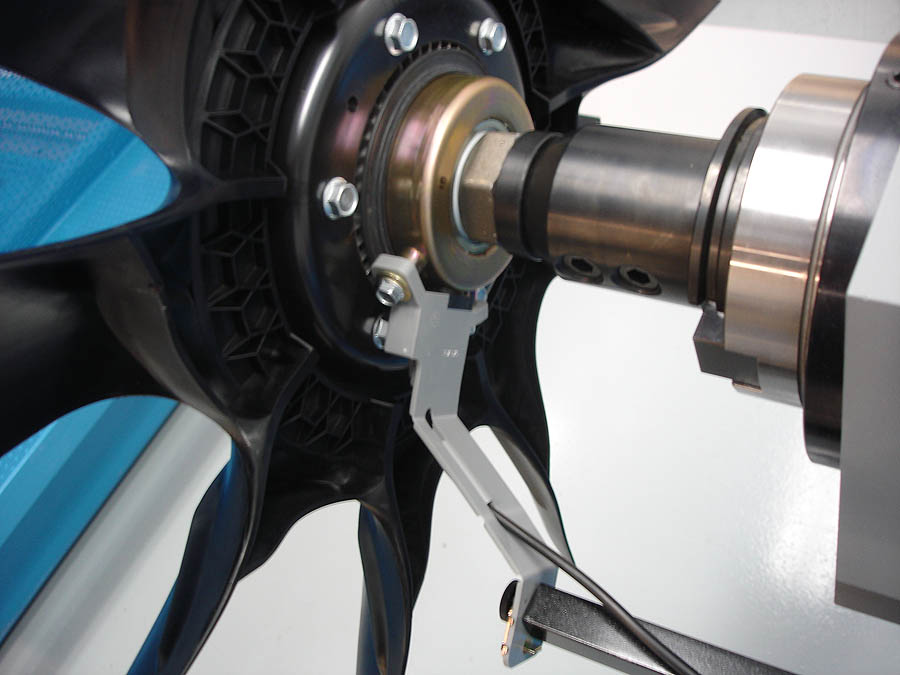
Ventilador de un motor con un sensor Hall

El sensor de efecto Hall o simplemente sensor Hall o sonda Hall (denominado según Edwin Herbert Hall) se sirve del efecto Hall para la medición de campos magnéticos o corrientes o para la determinación de la posición en la que está.
Si fluye corriente por un sensor Hall y se aproxima a un campo magnético que fluye en dirección vertical al sensor, entonces el sensor crea un voltaje saliente proporcional al producto de la fuerza del campo magnético y de la corriente. Si se conoce el valor de la corriente, entonces se puede calcular la fuerza del campo magnético; si se crea el campo magnético por medio de corriente que circula por una bobina o un conductor, entonces se puede medir el valor de la corriente en el conductor o bobina.
Si tanto la fuerza del campo magnético como la corriente son conocidos, entonces se puede usar el sensor Hall como detector de metales.

## Aplicaciones de los sensores Hall
- Mediciones de campos magnéticos (densidad de flujo magnético)
- Mediciones de corriente sin potencial (sensor de corriente)
- Emisor de señales sin contacto
- Aparatos de medida del espesor de materiales

Como sensor de posición o detector para componentes magnéticos los sensores Hall son especialmente ventajosos si la variación del campo magnético es comparativamente lenta o nula. En estos casos el inductor usado como sensor no provee un voltaje de inducción relevante.
En la industria del automóvil el sensor Hall se utiliza de forma frecuente, p. ej. en sensores de posición del cigüeñal (CKP) en el cierre del cinturón de seguridad, en sistemas de cierres de puertas, para el reconocimiento de posición del pedal o del asiento, el cambio de transmisión y para el reconocimiento del momento de arranque del motor. La gran ventaja es la invariabilidad frente a suciedad (no magnética) y agua.
Además puede encontrarse este sensor en circuitos integrados, en impresoras láser donde controlan la sincronización del motor del espejo, en disqueteras de ordenador así como en motores de corriente continua sin escobillas, ej. en ventiladores de PC. Ha llegado a haber incluso teclados con sensores Hall bajo cada tecla.
Los sensores Hall se utilizan en señales salientes análogas para campos magnéticos muy débiles (campo magnético terrestre), p. ej. brújula en un sistema de navegación.
Como sensores de corriente se usan como bobinas, recorridas con una corriente por medir situadas en la separación del núcleo de hierro. Estos sensores de corriente se comercializan como componentes íntegros, son muy rápidos, se pueden usar para la medición de corrientes continuas (a diferencia de los transformadores de corriente) y proveen una separación de potencial entre circuitos de rendimiento y la electrónica de control.
Como sensor de reconocimiento de posición o tecla a distancia trabajan en conexión con imanes permanentes y disponen de un interruptor de límite integrado.

## Formato de los sensores Hall
Los sensores Hall se producen a partir de finas placas de semiconductores, ya que en ella la densidad de los portadores de carga es reducida y por ello la velocidad de los electrones es elevada, para conseguir un alto voltaje de Hall.
Los formatos típicos son:
- Forma rectangular
- Forma de mariposa
- Forma de cruz

Los elementos del sensor Hall se integran generalmente en un circuito integrado en el que se amplifica la señal y se compensa la temperatura.

## Datos de los sensores Hall
La sensitividad se mide normalmente en milivolt por gauss (mV/G).
Donde:
1 tesla = 10000 gauss (1 G = 10–4 T).